# 印尼天然氣田列表
印尼天然氣田列表（英語：List of gas fields in Indonesia）包括：
- 阿巴迪天然氣田（英语：Abadi gas field）[2]
- 阿倫天然氣田（英语：Arun gas field）[3][4]
- 巴達克天然氣田（英语：Badak gas field）[5]
- 東納土納天然氣田（英语：East Natuna gas field）[6][7]
- 波西口天然氣田（英语：Peciko gas field）[8]
- 唐古天然氣田（英语：Tangguh gas field）[9][10]
- 土努天然氣田（英语：Tunu gas field）[8]
- 窩瓦塔天然氣田（英语：Vorwata gas field）[11]

## 外部連結
- Malaysia–Thailand Joint Authority  （页面存档备份，存于）